# كلورارجيريت
كلورارجيريت هو الشكل المعدني لمركب كلوريد الفضة AgCl؛ وهو بذلك معدن من معادن الفضة.
يتبلور المعدن وفق نظام بلوري مكعب، وتبلغ الصلادة وفق مقياس موس من 1 إلى 2.